# Hôtel de ville de Cult
L'hôtel de ville de Cult est un hôtel de ville situé à Cult, en France.

## Localisation
L'hôtel de ville est situé sur la commune de Cult, dans le département français de la Haute-Saône.

## Historique
L'édifice est inscrit au titre des monuments historiques en 2011.